# Belägringen av Stralsund (1807)
Belägringen av Stralsund utkämpades mellan den 30 januari och den 24 augusti 1807 under Pommerska kriget 1805–1807. Den svenska garnisonen i Stralsund under ledning av Hans Henric von Essen stred mot en fransk armé under Édouard Mortiers befäl. Mortier inledde en belägring av Stralsund i januari 1807 i syfte att säkra den franska arméns rygg. Efter flera mindre utfall och skärmflygningar runt Stralsund, marscherade Mortier en del av sin armé för att understödja den pågående belägringen av Kolberg och lämnade en mindre styrka under Charles Louis Dieudonné Grandjeans befäl för att bevaka svenskarna. Essen inledde den 1 april ett större utfall från Stralsund för att driva bort de återstående franska trupperna från svenska Pommern. Under tre dagar kämpade fransmännen under hårda strider mot de svenska trupperna, men tvingades så småningom till reträtt med svenskarna hack i häl. När Mortier sedan återvände slog han i sin tur tillbaka Essens trupper, varpå de båda sidorna slöt snabbt ett vapenstillestånd. Vapenvilan förkastades senare av kung Gustav IV Adolf, varefter marskalk Guillaume Brune förde en armé på 40.000 franska, tyska, spanska, italienska och holländska soldater och inledde en ny belägring av Stralsund den 13 juli. De underlägsna svenska trupperna övergav så småningom Stralsund till de fransk-allierade trupperna, som erövrade staden den 20 augusti. Resten av svenska Pommern erövrades den 7 september, men kriget mellan Sverige och Frankrike fortsatte till 6 januari 1810 när svenskarna tvingades underteckna Parisfreden.

## Bakgrund

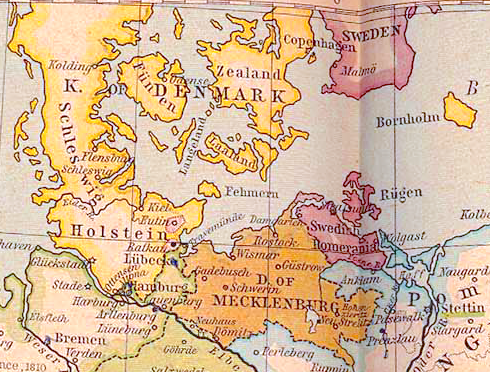
Svenska Pommern år 1812.

Under flera år har Sverige förhållit sig neutralt under Napoleonkrigen, med åren blev kung Gustav IV Adolfs förakt mot Napoleon allt större. Trots sina rådgivares förslag förklarade han krig mot Frankrike den 31 oktober 1805 och trädde formellt in i den tredje koalitionen redan den 9 augusti 1805. Det första krigsåret visade sig vara ett stort misslyckande från svensk sida, då kungen endast genomförde halvhjärtade försök med att avancera sina ställningar, liksom deras allierades stora förlust mot Napoleon under slaget vid Austerlitz den 2 december. Nya motgångar inträffade i slutet av 1806 under det fjärde koalitionskriget, då 1 000 obeväpnade svenska soldater tvingades till fransk fångenskap efter slaget vid Lübeck, precis innan soldaterna skulle bli borttransporterade till Stralsund.

## Första belägringen

### Januari–april
I början av 1807 förhöll Hans Henric von Essen sina trupper passiva runtom svenska Pommern. Den 28 januari korsades den svenska gränsen av 12 000 franska trupper. Marskalk Édouard Mortier korsade med sina trupper floden Peene i syfte att inringa Stralsund. I öster korsade divisionsgeneral Charles Louis Dieudonné Grandjeans division floden Peene vid Anklam och drev tillbaka de svenska utposterna. I väster korsade divisionsgeneral Pierre Louis Dupas division floden nära Demmin utan strid. Den 29 januari anlände Mortiers två divisioner till Stralsunds hamn och den 30 januari inledde fransmännen en belägring. Den svenska garnisonen i Stralsund och på ön Rügen bestod av 13 000 reguljära svenska soldater och ett lantvärn på 3 000 man.
Under de närmaste två månaderna utkämpade de svenska och franska trupperna i ett antal skärmytslingar för kontrollen över Stralsunds försörjningslinjer. Utan kontrollen över ön Rügen kunde de franska trupperna inte klippa av Stralsunds kommunikationslinjer med den svenska flottan, som anföll de franska trupperna med sina kanonslupar. Under belägringen skickade Mortier ett franskt kavalleriregemente och tre infanteriregementen för att strida mot de ryska trupperna i Polen och ersattes av trupper från kungariket Holland. Den 29 mars fick Mortier order att lämna Grandjeans division för att upprätthålla blockaden och marschera för att hjälpa till i belägringen av Kolberg i Brandenburg-Preussiska Pommern. När Mortier lämnade Stralsund med huvuddelen av den franska armén lämnade han en 5 000–6 000 stark division under Charles Louis Dieudonné Grandjean för att motsätta svenskarna. Grandjean försökte dock snart också åka med resten av sina trupper. Av denna anledning ville han utfärda ett vapenstillestånd och informerade Essen om sin avsikt att lämna svenska Pommern under villkoret att de franska truppernas tillbakadragande skulle genomföras obehindrat. Grandjean hoppades att denna reträtt inte skulle vara påtvingad av svenskarna, då ryktet om ett militärt nederlag skulle försvaga Frankrikes diplomatiska situation.

### Stora utfallet

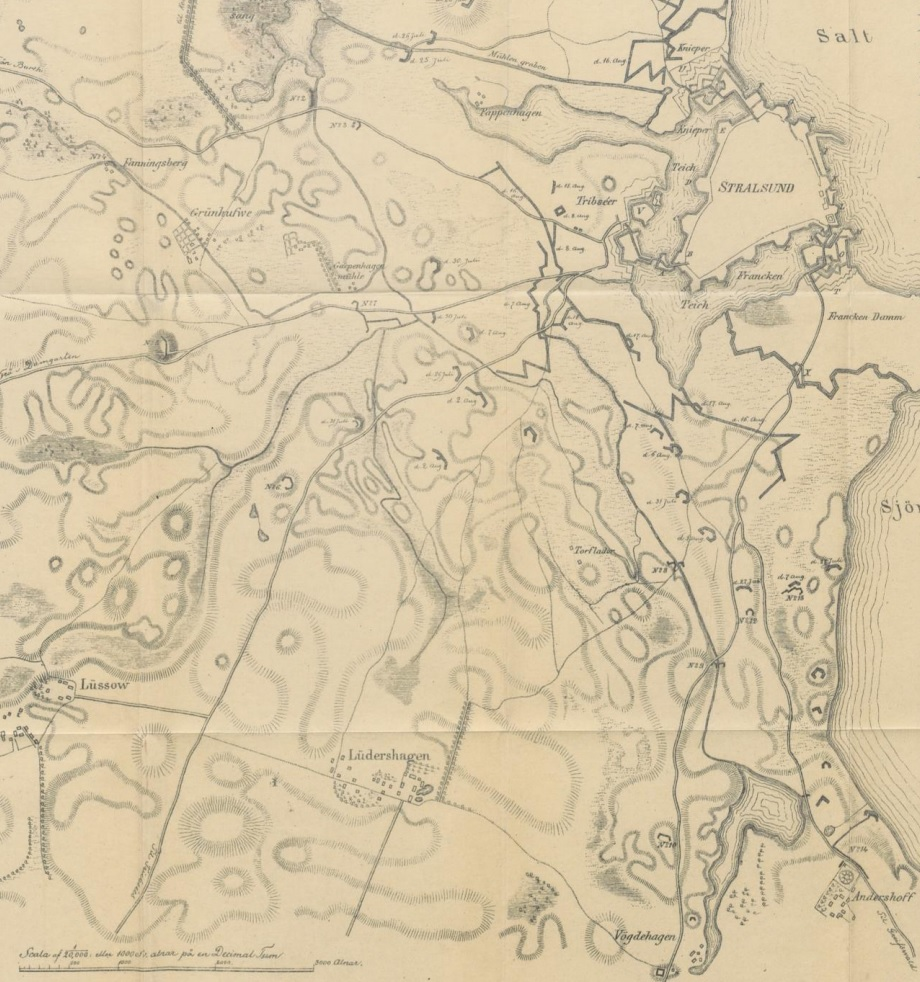
Karta över Stralsund och dess omnejd av O.W. Smed.

Essen avfärdade Grandjeans begäran och förberedde sin armé den 31 mars för ett stort utfall genom att dela upp den i två kolonner. Den högra kolonnen under Essens och brigadchef Johan Henrik Tawasts ledning skulle omsluta de franska trupperna i väst. Kolonnen bestod av en bataljon vardera från Upplands, Jönköpings och Dalregementen samt Drottningens livregemente till fot, inklusive sex skvadroner från Mörnerska husarregementet och fyra kanoner, totalt 2 500 man. Den vänstra kolonnen under överste Eberhard von Vegesack och general Gustaf Mauritz Armfelt skulle anfalla den franska centern. Kolonnen bestod av en bataljon vardera från Skaraborgs, Södermanlands, Västgöta-Dals, Närke-Värmlands och Engelbrechts regementen, inklusive en husarskvadron och nio kanoner, totalt 2 300 man. Två bataljoner från Bohusläns- och Västmanlands regementen, totalt 900 man med två kanoner under överste Carl von Cardell, lämnades kvar i Stralsund som taktisk reserv.

#### 1 april
De två svenska kolonnerna framryckte den 1 april. Några jägarförband skyddade kolonnernas flanker. Den högra kolonnen under Essen framryckte klockan 7:00 mot en övergiven fransk redutt vid Kettenhagen, medan de franska styrkorna framför den svenska kolonnen snabbt drog sig tillbaka. Snart erövrades Groß Kordshagen, följt av Born och Pütte, där svenskarna tog ett franskt magasin innan de nådde Langendorf. Samtidigt marscherade den vänstra svenska kolonnen under Armfelt klockan 8:00 och besegrade fransmännen från Garpenhagen, Grünhof samt batteriet framför Langendorf, där de två kolonnerna senare omgrupperade.
Därefter stormade svenskarna Lüssow, som försvarades av ett par hundra franska soldater. Först efter kombinerade svenska attacker från både fronten och flankerna, liksom artilleristöd, kunde de slå tillbaka fransmännen mot Lüdershagen. Där fick fransmännen förstärkningar och kunde befästa sina ställningar, varefter de kunde erbjuda ett ännu hårdare motvärn vilket resulterade i att flera svenska attacker, under Armfelts ledning, slogs tillbaka. Fransmännen tvingades dock snart till reträtt när ytterligare svenska förstärkningar anlände från Essens kolonn och stormade byn. Fransmännen fick återigen sätta sig till motvärn, denna gång på Voigdehagens höjder, där en timslång hård strid skulle utspela sig.
Under tiden hade ett litet svenskt detachement under Tawast skickats ut från Essens kolonn för att marschera söderut mot Wendorf, i syfte att skära av de franska reträttvägarna. De blev genskjutna av starka franska trupper som avancerade från en skog mellan Wendorf och Voigdehagen; från den senare fick de artilleristöd från fyra kanoner och två haubitser. Den franska beskjutningen blev så pass intensiv att det svenska infanteriet beordrades att krypa på fältet medan två av deras egna kanoner överöste skogen med karteschladdningar. Tawast anföll sedan det franska batteriet, och ihop med Armfelts anfall från längre norrut tvingades fransmännen att dra sig tillbaka från Voigdehagen.
Den svenska reservstyrkan under Cardell hade samtidigt opererat i den franska högerflanken och slog tillbaka en fransk kavalleriattack nära Stralsund, varefter han genomförde ett framgångsrikt anfall mot den befästa byn Hohengraben, följt av Andershof där fransmännen led svåra förluster av en svensk kanonslupsdivision.  Efter oavbrutna strider som varade i flera timmar övernattade de utmattade kolonnerna på Arendsee respektive Elmenhorst. Under dagen hade den franska huvudarmén dragit sig tillbaka till Greifswald, medan trossen tog sig genom Grimmen hela vägen till Demmin.

#### 2 april
Under morgonen följande dag fortsatte de svenska kolonnerna med att förfölja den franska armén. Tawast med den högra kolonnen marscherade genom Glimmen mot Loitz, där han anlände klockan 18:00 och slog läger för natten. När Armfelt bröt upp delade han sin styrka i två självständiga kolonner: den vänstra under Cardell marscherade på huvudvägen mot Greifswald, medan den högra under Vegesack marscherade genom byarna Petershagen, Levenhagen och Ungnade, för att placera sig bakom de retirerande franska trupperna. När en svensk parlamentär med eskort närmade sig Greifswald för att be om deras kapitulation, fick de franska styrkorna panik och flydde. De få husarerna i eskorten jagade sedan efter dem till staden, där de tog flera krigsfångar.
De franska trupperna samlades snart bakom staden och genomförde en motattack. Den svenske befälhavaren Armfelt blev nära att bli tillfångatagen under den följande striden. Men när fler svenska trupper anlände dit blev de franska ställningarna överväldigade och de kastades tillbaka mot Koitenhagen. Tre svenska kanonslupsdivisioner anföll även byn Wiek strax utanför Greifswald, där de förintade deras skans. Cardell och hans kolonn erövrade en anmärkningsvärd krigstrofé i Greifswald, där de tillbringade natten tillsammans med Armfelt. Vegesacks kolonn övernattade på Dersekow.

#### 3 april
Den högra kolonnen under Tawast och Essen framryckte från Loitz klockan 8:00 på morgonen för att genskjuta den franska trossen vid Demmin, som beskyddades av 800 man. När husarerna från förtruppen anlände dit gick de omedelbart till anfall genom portarna - som hade lämnats öppna – och red in i staden, där 129 franska soldater togs tillfånga. De franska trupperna drog sig tillbaka mot Mecklenburg med fienden hack i häl. Fyra svenska husarer fångade 104 franska soldater på vägen som ledde till Neukalen; 168 män togs tillfånga i Dargun av en svensk skvadron ihop med ett rikt krigsbyte; en fransk tross tillsammans med 209 män från det 72:a infanteriregementet fångades i Krukow av endast 42 husarer under överstelöjtnanterna Bror Cederström och Carl von Krassow.
Även Armfelt bröt upp på morgonen med sina två kolonner. Vegsack marscherade mot Lüssow (Gützkow) och Cardell mot Ziethen och Anklam, dit han anlände på kvällen efter att ha passerat gränsen till Preussen. Armfelt inledde ett anfall mot förorten med sina jägarförband, med lyckat resultat trots utan det planerade eldunderstödet från de svenska kanonsluparna. De svenska jägarna passerade träskets sidor och efter en timmes lång muskötbeskjutning tvingades de franska försvararna att dra sig tillbaka över Peene och in i staden Anklam. Under reträtten förstörde fransmännen bron över floden, som svenskarna inte kunde reparera på grund av fransmännens målmedvetna beskjutning från andra sidan floden.
Efter några timmars skärmytslingar kunde Cardell ombord på en pråm korsa floden med 50 man från Västmanlands regemente och genomföra ett överraskande bajonettanfall som tvingade fransmännen att fly från bron. Medan Cardell förföljde den flyende franska trossen strax utanför staden, kunde fler svenska trupper korsa floden och gå med i striden. Den franska styrkan fick senare retirera utan att erbjuda något nämnvärt motstånd och lämnade trossen ihop med 167 man i svenskarnas händer. Armfelts andra kolonn under Vegesack anlände vid samma tid vid Jarmen. Därmed hade hela svenska Pommern, inklusive de preussiska öarna Usedom och Wolin, rensats från franska trupper då de svenska kolonnerna hamnade nu i Preussen. Grandjean och de återstående franska trupperna drog sig tillbaka till Stettin, dit de anlände den 7 april.

### Vapenstillestånd
De svenska förlusterna under striderna var relativt låga. Hos den vänstra kolonnen under Armfelt uppgick förlusterna till 15 stupade och 33 sårade, medan hos den högra kolonnen under Essen är okända men uppskattningsvis mycket få. Förlusterna för de franska styrkorna är osäkra; svenskarna tillfångatog mellan 1 000 och 1 800 franska soldater; med 564 man fångade av Essen och 1 245 av Armfelt (inklusive reservkolonnen). Med de franska krigsfångarna skapade Gustav IV ett Régiment du Roi. Den svenska krigstrofén värdesattes till mer än 300 000 riksdaler, exklusive det material som erövrats på Usedom och Wolin som fransmännen lämnat kvar under deras hastiga reträtt.  Nyheten om den svenska segern i Pommern anlände på natten mellan 5 och 6 april till Malmö och mottogs med stora festligheter runtom i Sverige. Som Grandjean förutspådde gav nyheten om deras nederlag en alarmerande effekt hos den franska arméns rygg i Berlin.
Den svenska offensiven fortsatte under några dagar när några svenska kustjägare infiltrerade Rostock den 6 april och öppnade portarna för den återstående svenska styrkan som stod utanför staden. I företaget i Rostock medverkade ett kompani ur Jönköpings Regemente under befäl av löjtnant  K L de Maré och ett antal husarer ur Mörnerska Husarregementet under  befäl av kornetten A K von Platen. Aktionen företogs i mörker på förslag av von Platen efter att en tillfångatagen fransk ryttarpatrull avslöjat att garnisonen i Rostock bara var ett par hundra man. Staden erövrades ihop med två kanoner och 148 man i deras garnison. Ueckermünde erövrades samma dag efter en kombinerad svensk sjö- och markoffensiv. Staden Schwerin erövrades på samma sätt följande dag, då 100 svenskar attackerade en fransk garnison på 200 man och efter intensiva stridigheter tog 47 franska krigsfångar; de svenska förlusterna uppgick till endast en stupad och två sårade. Detta följdes upp av erövringen av Wolin den 10 april, medan ytterligare 65 franska soldater tillfångatogs två dagar senare i Jasenitz, där två svenska soldater stupade och tre sårades. Den svenska högerflanken under Tawast förstärkte sina positioner vid Demmin, medan den vänstra under Armfelt framryckte ända till Uecker, istället för att dra sig tillbaka till en mer fördelaktig position bakom Peene. Detta resulterade i en alldeles för lång svensk försvarslinje med bristfällig kommunikation. I sin stridsrapport förklarade Armfelt att "den svenska soldatens uthållighet och mod" var anledningen till hans framåtskridande position.
Den franska motoffensiven organiserades på kort tid. 13 000 soldater under Mortier anlände från Kolberg och besegrade den svenska vänsterflanken den 16 april i slaget vid Belling. Vegesack och hans 2 000 svenska trupper inledde en stridande reträtt till Anklam och över Peene. Den svenska reträtten lämnade 1 000 man under Cardells befäl separerade vid Ueckermünde, där 694 av dem blev tillfångatagna. På Essens initiativ undertecknades ett vapenstillestånd vid Schmatzin den 18 april, vilket resulterade i att samtliga svenska trupper drog sig tillbaka till svenska Pommern. Då Napoleon oroades av att skicka Mortiers män mot de ryska och preussiska trupperna gav han Mortier sin tillåtelse att förhandla om ett vapenstillestånd med svenskarna. För deras del var svenskarna upprörda över att Storbritannien givit dem knapphändigt militärt stöd. Vid den 29 april utarbetades villkoren. Svenskarna stannade kvar på den norra sidan av Peene. De överlämnade öarna Usedom och Wolin vid Oders mynning och lovade att inte bistå de preussiska garnisonerna i Kolberg och Danzig, som belägrades av fransmännen.

## Andra belägringen
Gustav IV landsteg på Stralsund den 12 maj och fördömde vapenstilleståndet den 3 juli med en 10-dagars varsel. Vid denna tid undertecknades freden i Tilsit, där Sverige berövades samtliga bundsförvanter bortsett från Storbritannien. Gustav IV Adolf antifranska linjer gjorde honom ovillig att kompromissa om sin utrikespolitiska ställning.
Den 24 juli attackerade den franske marskalken Guillaume Brune de svenska ställningarna vid Peene och ockuperade försörjningslinjerna runt Stralsund. Förstärkt av trupper från den misslyckade belägringen av Kolberg kunde Brune samla ihop totalt 40 000 man. Hans franska trupper inkluderade divisionsgeneral Jean Boudets franska infanteridivision med 7 773 fotsoldater och 200 artillerister fördelade på 7 bataljoner och divisionsgeneral Gabriel Jean Joseph Molitors franska infanteridivision med 8 712 fotsoldater och 205 artillerister fördelade på 8 bataljoner. Den nederländska kontingenten hade divisionsgeneral Jean-Baptiste Dumonceaus infanteridivision med 9 924 fotsoldater och 570 artillerister fördelade på 11 bataljoner, divisionsgeneral Henri Gatien Bertrands infanteridivision på 3 932 fotsoldater och 159 artillerister fördelade på 6 bataljoner och divisionsgeneral Carterets kavalleribrigad på 1 112 ryttare fördelade på 5 skvadroner.
Brunes spanska allierade inkluderade general Pedro Caro y Suredas 14 infanteribataljoner och 12 kavalleriskvadroner. Denna armékår bestod av totalt 9 763 fotsoldater, 2 340 ryttare, 324 artillerister och 104 sappörer. Divisionsgeneralen Domenico Pino ledde en italiensk division som bestod av åtta bataljoner, åtta skvadroner, två fotartilleribatterier och ett hästartilleribatteri. Storhertigdömet Baden bidrog med sex bataljoner, en skvadron och ett fotartilleribatteri. De mindre tyska staterna bidrog med två bataljoner vardera från Storhertigdömet Würzburg respektive hertigdömet Berg samt tre bataljoner från hertigdömet Nassau.
De 15 000 svenska försvararna inkluderade tre finska bataljoner, pommerska lantvärnstrupper, en bataljon av Svea livgarde och en bataljon av Engelbrektska regementet. I Stralsunds fästning fanns 500 kanoner. Underordnade Essen var Armfelt, Vegesack och generalmajor Gustaf Peyron. Gustav IV lämnade staden den 20 augusti. Då man ansåg att fortsatt motstånd mot övermakten var meningslöst, beslutade svenskarna att förnagla sina kanoner och bränna ner ammunitionsvagnarna. Stralsund kapitulerade den 20 augusti samtidigt som den svenska garnisonen evakuerade hamnen och flyttade sitt högkvarter till Rügen. Under den andra belägringen förlorade fransk-allierade trupperna 38 officerare och 960 soldater i antalet stupade, sårade, saknade eller döda efter sjukdom. Svenskarnas förluster var okända. Stralsund och Rügen kapitulerade inför Frankrike efter ett vapenstillestånd. Stralsund överlämnades till fransmännen den 24 augusti och Rügen den 7 september 1807.
Den 25 augusti anföll brigadgeneral François Nicolas Fririons och sjökapten Peytes de Montcabrié den befästa ön Dänholm nära Rügen. Deras styrka bestod av 1 200 man och två kanoner, som omfattade en bataljon av det 30:e franska linjeinfanteriregementet, artillerister, sappörer och sjömän från det franska kejserliga gardet. Den framgångsrika operationen kostade fransmännen 15 i antalet stupade och 26 i antalet sårade. De mellan 600 och 800 svenska försvararna förlorade mellan 26 och 125 man i antalet stupade och sårade, medan mellan 300 och 517 man togs tillfånga. Fransmännen erövrade även åtta fästningskanoner och sex fältkanoner.

## Eftermäle
Till följd av förlusten av Stralsund och resten av svenska Pommern utsattes Sverige för attacker både från Danmark-Norge och det ryska imperiet 1808. Gustav IV Adolfs militära vanskötsel och motgångarna i finska kriget ledde till hans arrestering den 13 mars 1809 till följd av en statskupp. Han avsattes i maj och han och hans familj blev fråntagna sina svenska medborgarskap och utvisades ur Sverige för all framtid. 
Den franska ockupationen av Stralsund avbröts tillfälligt när ett preussiskt frikår under Ferdinand von Schill erövrade staden i maj 1809, men staden återerövrades några dagar senare till följd av slaget vid Stralsund den 31 maj. Efter Napoleonskrigens slut under Wienkongressen 1815 blev Stralsund ihop med hela svenska Pommern en del av den preussiska provinsen Pommern.